# Peugeot Type 22
Pour les articles homonymes, voir Type 22.
La Peugeot Type 22 est un modèle d'automobile produit par le constructeur français Peugeot en 1898.